# Urko Berrade
Urko Berrade Fernández (* 28. November 1997 in Pamplona) ist ein spanischer Radrennfahrer, der auf der Straße aktiv ist.

## Sportlicher Werdegang
Mit dem Wechsel in die U23 wurde Berrade 2016 Mitglied im Team Lizarte, dem späteren Nachwuchsteam der Equipo Kern Pharma. Mit dem Team war er zunächst vorrangig auf nationaler Ebene eingesetzt, international blieb er ohne nennenswerte Ergebnisse. Zur Saison 2019 erhielt er einen Vertrag beim baskischen Team Euskadi Basque Country-Murias, nach dessen Auflösung wechselte er zur Saison 2020 zur neu gegründeten Equipo Kern Pharma. Auch wenn er zunächst ohne Sieg blieb, zeigte er wiederholt Ergebnisse unter den Top 10 der Gesamtwertung verschiedener berglastiger Rundfahrten, unter anderem als Fünfter des Giro della Regione Friuli Venezia Giulia 2020, als Fünfter der Kroatien-Rundfahrt und der Tour du Limousin 2021, als Achter des Gran Camiño 2022 und als Siebter der Slowakei-Rundfahrt 2023.
Mit der Vuelta a España 2024 wurde Berrade durch sein Team zum zweiten Mal nach 2022 für eine Grand Tour nominiert. Auf der stark profilierten 18. Etappe erzielte er seinen ersten Sieg als Radprofi, dabei setzte er sich 5,5 Kilometer vor dem Ziel als Solist von einer zwölfköpfigen Fluchtgruppe ab und rettete einen Vorsprung vom vier Sekunden ins Ziel.
Zu Beginn der Saison 2025 gewann er die 1. Austragung der Classica Camp de Morvedre.

## Erfolge
2022
- Nachwuchswertung Tour du Limousin

2024
- eine Etappe Vuelta a España

2025
- Classica Camp de Morvedre

## Grand-Tour-Platzierungen
| Grand Tour            | 2022 | 2023 | 2024 |
| --------------------- | ---- | ---- | ---- |
| Giro d’ItaliaGiro     | –    | –    | –    |
| Tour de FranceTour    | –    | –    | –    |
| Vuelta a EspañaVuelta | 65   | –    | 42   |